# Хрвоје Качић
Хрвоје Качић (Дубровник, 13. јануар 1932 — 14. фебруар 2023) био је југословенски и хрватски ватерполиста, политичар, универзитетски професор и адвокат.

## Спортска биографија
Рођен је 13. јануара 1932. године у Дубровнику. Од 1949. године играо је за први тим ватерполо клуба Југ из Дубровника. Припадао је генерацији која је три пута заредом, 1949, 1950. и 1951, освојила првенство Југославије. Целу ватерполо каријеру провео је у Југу, где је 1962. и завршио са играњем.
Био је члан сениорске репрезентације Југославије. Репрезентативац Југославије од 1950. до 1961. године и за то време је одиграо 150 утакмица. Био је члан државне репрезентације која је освојила бронзану медаљу на Европском првенству у Бечу 1950. године, сребрну медаљу на Олимпијским играма у Мелбурну 1956. године, сребрну медаљу на Европском првенству 1958. године у Будимпешти, златну медаљу на Медитеранским играма у Бејруту 1959, те четврто место на Олимпијским играма у Риму 1960. године.
Имао је проблема са југословенским властима, које су му три пута одузимале пасош, наводно због политике и под образложењем да је био хрватски националиста.
Качић је дипломирао право у Загребу 1956. године, где је 1964. године стекао и докторат. Радио је у бродарском предузећу Атланска пловидба из Дубровника обављајући разне одговорне дужности, укључујући и саветника генералног директора. Године 1986. изабран је за редовног професора Свеучилишта у Сплиту.
На првим вишестраначким изборима 1990. године изабран је у изборној јединици Дубровник за заступника у Сабору Хрватске (парламент), као независни кандидат. Више пута је био члан државне делегације на дипломатским конференцијама. Објавио је неколико књига и више од педесет стручних расправа. Године 1994. додељен му је трофеј Хрватског олимпијског одбора за животно дело.